# 吉田大橋

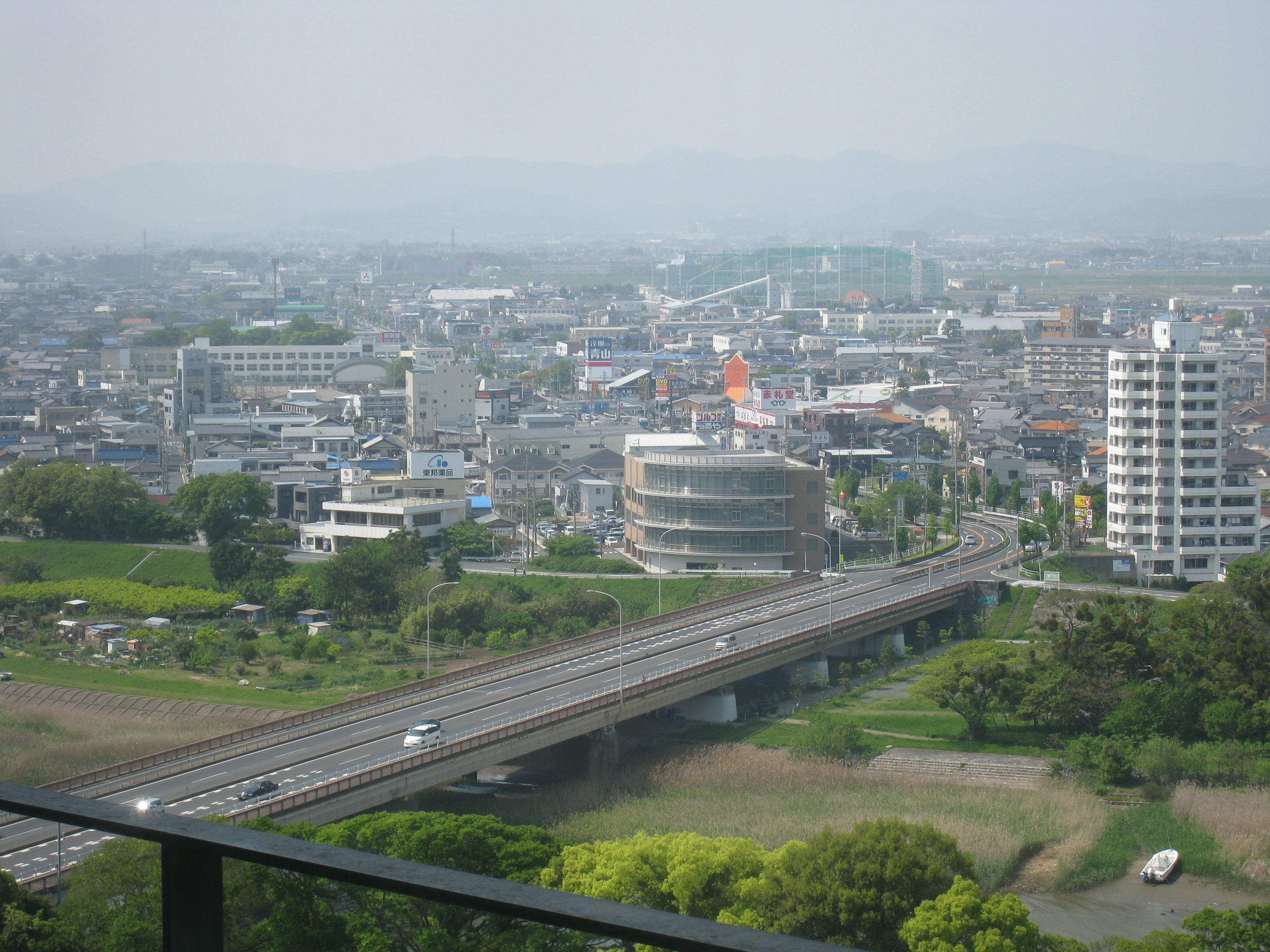
豊橋市役所展望台から望む吉田大橋

吉田大橋（よしだおおはし）とは、愛知県豊橋市にある一級河川豊川に架かる橋である。一般には、豊橋市の今橋（いまはし）町・関屋町（旧渥美郡）と下地（しもじ）町（旧宝飯郡）を結ぶ国道1号の橋のことを呼ぶが、船町（ふなまち）（旧渥美郡）と下地町（旧宝飯郡）を結ぶ旧東海道（現在は愛知県道496号白鳥豊橋線）の豊橋（とよはし：豊橋市の名の由来）を指すこともある。

## 歴史
もともと東海道は現在と違うところで豊川を渡っていたが、江戸時代に東海道が豊橋（吉田大橋）を渡るルートに定められ、江戸幕府がこの大橋を管理下に置いて天下橋となった。これが船町（下流）側の大橋（豊橋）のルーツである。これが昭和時代になり、国道1号の整備と共に大橋の東の酒井忠次が架けたとされる辺りにもう1つの大橋（吉田大橋）を架けた。これが八町（上流）側の大橋である。この時点で正式に、この東の八町の橋が吉田大橋（国道1号）、西の下流側の船町の橋が豊橋（愛知県道496号白鳥豊橋線）という名になった。
なお、豊橋市#市名の由来を参照。

## 近郊の橋
上流側は「牛川の渡し」を間において下条橋が架かる。下流側は、まず豊橋があり、JR東海道本線、飯田線、および名鉄名古屋本線の在来線の鉄橋（右岸が下地駅、左岸が船町駅）やJR東海道新幹線の鉄橋を挟んで上渡津橋が架かる。そして、渡津橋があり、豊川最河口には豊川橋が架かる。

## アクセス
- 吉田大橋｛八町（上流、東）側の大橋｝（国道1号） - 豊橋鉄道東田本線（市内電車）市役所前電停を降り西八町交差点の北。
- 豊橋｛船町（下流、西）側の大橋｝（愛知県道496号白鳥豊橋線） - 豊橋駅より大橋通り（愛知県道388号大山豊橋停車場線、愛知県道393号豊橋港線、および愛知県道496号白鳥豊橋線）を豊橋商工会議所方面へ北進。